# Jugoslaviens U21-herrlandslag i handboll
Jugoslaviens U21-herrlandslag i handboll representerade fram till 1992 SFR Jugoslavien i handboll vid U21-VM för herrar.